# Bristol Taurus
Il Bristol Taurus  era un motore aeronautico radiale a 14 cilindri doppia stella raffreddato ad aria prodotto dall'azienda britannica Bristol Engine Company negli anni trenta.

## Storia del progetto
Il Taurus venne sviluppato a partire dal Bristol Aquila con l'obiettivo era quello di realizzare un motore che fornisse una potenza intorno ai 1 000 hp (750 kW) con un peso piuttosto contenuto.
La Bristol inizialmente considerava come motori principali per gli anni trenta il Bristol Aquila e il Bristol Perseus. Ma il rapido incremento della velocità e delle dimensioni dei velivoli che in quel momento venivano progettati richiedeva dei motori con una potenza maggiore di quanta ne potessero fornire i due precedenti modelli. Questi però vennero utilizzati come base di partenza per progetti più grandi che si concretizzeranno per l'Aquila nel Taurus mentre per il Perseus nell'Hercules.
A differenza dei precedenti progetti, nei quali l'utilizzo del sistema delle valvole a fodero era considerato nuovo, nel Taurus era ormai stato ben compreso e il motore che venne consegnato forniva già la stessa potenza, 1 015 hp (760 kW), che avrebbero fornito le sue versioni finali (1 130 hp - 840 kW).
Il prototipo girò al banco nel novembre 1936 e, dopo lo sviluppo iniziale, il primo Taurus di produzione in serie uscì dalle catene di montaggio poco prima dello scoppio della seconda guerra mondiale. Il suo unico impiego avvenne sul bombardiere silurante bimotore Bristol Beaufort. Dopo qualche anno venne però sostituito dal Pratt & Whitney R-1830 Twin Wasp.
Le valvole a fodero di questo motore verranno montate anche sul potente Napier Sabre.

## Caratteristiche
Taurus II
- Configurazione: Motore stellare, 14 cilindri, doppia stella
- Alesaggio e corsa: 127 × 142,9 mm (5 × 5,6 in)
- Cilindrata: 25,4 litri
- Potenza massima al decollo: 1 010 hp (753 kW) a 3 225 giri al minuto
- Potenza massima in volo livellato: 1 065 hp (794 kW) a 3 225 giri al minuto a 1 520 m (5,000 ft)
- Peso a secco: 590 kg (1 300 lb)

Taurus XII
- Configurazione: Motore stellare, 14 cilindri, doppia stella
- Alesaggio e corsa: 127 × 137  mm (5 × 5,4 in)
- Cilindrata: 24,3 litri
- Potenza massima: 1 130 hp (753 kW) a 3.100 giri al minuto
- Peso a secco: 590 kg (1 300 lb)

## Velivoli utilizzatori
Nota: Lista tratta da British Piston Engines and their Aircraft, il Taurus può non essere il principale motore che equipaggiò i modelli citati.

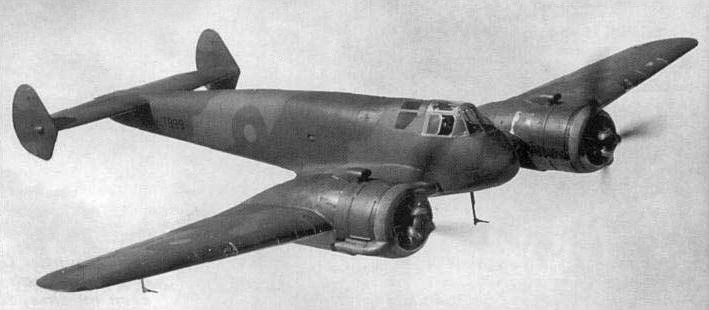
Il Gloster F.9/37 equipaggiato con una coppia di Bristol Taurus.

- Bristol Type 148
- Bristol Beaufort
- Fairey Albacore
- Fairey Battle
- Gloster F.9/37